# Magomed Ankalaev
Magomed Alibulatovich Ankalaev (ruso: Магоме́д Алибула́тович Анкала́ев; Majachkalá, Daguestán, 2 de junio de 1992) es un artista marcial mixto ruso actualmente campeón en la categoría de peso semipesado de Ultimate Fighting Championship. También fue campeón mundial de peso semipesado en el World Fighting Championship Akhmat. Desde el 16 de abril de 2024 (antes de conquistar el 8 de marzo de 2025 en UFC 313 el Campeonato Mundial de Peso Semipesado de UFC), estaba en la posición #1 del ranking de peso semipesado de UFC.

## Primeros años
Comenzó a entrenar en lucha grecorromana durante un año mientras estudiaba en la Universidad Estatal de Daguestán, donde se graduó en la facultad de deportes. En esa época también competía en sambo de combate, donde fue honrado con el título de Maestro de Deportes en la disciplina. Se sintió atraído por la idea de pasarse a las MMA, debido a la similitud entre éstas y el sambo de combate. Ankalaev se convirtió entonces en el campeón ruso y mundial de MMA amateur. También fue nombrado Artista Marcial Mixto de Rusia en 2015 por la federación rusa de MMA. Es un musulmán devoto.

## Carrera en las artes marciales mixtas

### Carrera temprana
Después de grappling y la carrera de MMA Amateur, hizo su debut el 18 de enero de 2014 en el Oplot Challenge 96 cuando venció a Vasily Babich de Ucrania en el partido cerrado por decisión mayoritaria. Después de ganar el título mundial World Fighting Championship Akhmat de la promoción de MMA chechena, firmó con la UFC en octubre de 2017.

### Ultimate Fighting Championship

#### 2018
Ankalaev hizo su debut en la promoción contra Paul Craig en marzo de 2018, en UFC Fight Night 127. Perdió la pelea por sumisión en el tercer asalto.
Ankalaev enfrentó a Marcin Prachnio el 15 de septiembre de 2018, en UFC Fight Night 136. Ganó la pelea por TKO en el primer asalto. Esta victoria lo hizo merecedor de su primer premio de Actuación de la Noche.

#### 2019
Se esperaba Ankalaev enfrentara a Darko Stošić el 23 de febrero de 2019, en UFC Fight Night 145. Sin embargo, Stošić se retiró de la pelea 23 de enero citando una lesió y fue reemplazado por el debutnate Klidson Abre. Ganó la pelea por decisión unánime.
Ankalaev enfrentó a Dalcha Lungiambula el 9 de noviembre de 2019, en UFC Fight Night 163. Ganó la pelea por KO en el tercer asalto. Esta victoria lo hizo merecedor de su segundo premio de Actuación de la Noche.

#### 2020
Se enfrentó a Ion Cuțelaba el 29 de febrero de 2020 en UFC Fight Night 160. Ganó la pelea por TKO en el primer asalto. La victoria no estuvo exenta de polémica, ya que el árbitro Kevin MacDonald detuvo la pelea creyendo que Cuțelaba estaba noquado cuando aún estaba de pie, lo que Cuțelaba protestó inmediatamente. La detención fue considerada universalmente terrible por los locutores del evento, los expertos en MMA y los peleadores de la UFC. Además, se esperaba que la comisión atlética de Virginia revisara la polémica parada y decida si el resultado se mantiene sin cambios o si se considera cambiarlo a un Sin Resultado. Debido a la controversial detención, UFC volvió a programaar al par el 18 de abril de 2020 para enfrentarse en UFC 249. La revancha con Cuțelaba estaba prevista para el 15 de agosto de 2020 en UFC 252. Cuțelaba se retiró el 11 de agosto tras dar positivo por COVID-19 y el combate se reprogramó para UFC Fight Night 175. Sin embargo, el día del evento, se anunció que la pelea se cancelaba de nuevo después de que Cuțelaba diera positivo por COVID-19 por segunda vez. Finalmente se enfrentaron en UFC 254. Ganó la pelea por KO en el primer asalto. Esta victoria lo hizo merecedor de su tercer de Actuación de la Noche.

#### 2021
Ankalaev enfrentó a Nikita Krylov el 27 de febrero de 2021, en UFC Fight Night 186. Ganó la pelea por decisión unánime.
Ankalaev estaba programado para enfrentar a Volkan Oezdemir el 4 de septiembre de 2021, en UFC Fight Night 191. La pelea fue trasladada posteriormente al 30 de octubre de 2021, en UFC 267. Ganó la pelea por decisión unánime.

#### 2022
Ankalaev enfrentó a Thiago Santos el 12 de marzo de 2022, en UFC Fight Night 203. Ganó la pelea por decisión unánime.
Ankalaev enfrentó a Anthony Smith el 30 de julio de 2022, en UFC 277. Ganó la pelea por TKO en el segundo asalto.

###### Oportunidad por el Campeonato Mundial de Peso Semipesado de UFC
Ankalaev enfrentó a Jan Błachowicz por el Campeonato Mundial Vacante de Peso Semipesado de UFC el 10 de diciembre de 2022, en UFC 282. La pelea terminó en un empate dividido.

#### 2023
Ankalaev enfrentó a Johnny Walker el 21 de octubre de 2023, en UFC 294. La pelea terminó en un sin resultado luego de que Ankalaev conectara un rodillazo ilegal y el médico controversialmente determinara que Walker era incapaz de continuar la pelea.

#### 2024
El par fue reprogramado para enfrentarse el 13 de enero de 2024, en UFC Fight Night 234. Ankalaev ganó la pelea por KO en el segundo asalto. Esta victoria lo hizo merecedor de su cuarto premio de Actuación de la Noche.
Ankalaev está programado para enfrentar a Aleksandar Rakić el 26 de octubre de 2024, en UFC 308.

## Campeonatos y logros

### Artes marciales mixtas
- Ultimate Fighting Championship
  - Actuación de la Noche (Cuatro veces) vs. Marcin Prachnio, Dalcha Lungiambula, Ion Cuțelaba y Johnny Walker[15][22][37][55]
- World Fighting Championship Akhmat
  - Campeón de Peso Semipesado de la WFCA (Una vez)
    - Una defensa titular exitosa
- Amateur World MMA Union
  - Campeón Mundial de MMA amateur

## Récord en artes marciales mixtas
| Récord profesional | Récord profesional | Récord profesional |
| 22 peleas          | 19 victorias       | 1 derrota          |
| ------------------ | ------------------ | ------------------ |
| Nocaut             | 10                 | 0                  |
| Sumisión           | 0                  | 1                  |
| Decisión           | 9                  | 0                  |
| Empate             | 1                  | 1                  |
| Sin resultado      | 1                  | 1                  |

| Resultado     | Récord     | Oponente               | Método                              | Evento                                      | Fecha                    | Ronda | Tiempo | Localización      | Notas                                                              |
| ------------- | ---------- | ---------------------- | ----------------------------------- | ------------------------------------------- | ------------------------ | ----- | ------ | ----------------- | ------------------------------------------------------------------ |
|               |            | Alex Pereira           |                                     | UFC 320                                     | 4 de octubre de 2025     |       |        | Las Vegas, Nevada | Defendiendo el Campeonato de Peso Semipesado de UFC                |
| Victoria      | 20–1–1 (1) | Alex Pereira           | Decisión (Unánime)                  | UFC 313                                     | 8 de marzo de 2025       | 5     | 5:00   | Las Vegas, Nevada | Ganó el Campeonato de Peso Semipesado de UFC.                      |
| Victoria      | 19–1–1 (1) | Aleksandar Rakić       | Decisión (Unánime)                  | UFC 308                                     | 26 de octubre de 2024    | 3     | 5:00   | Abu Dhabi         |                                                                    |
| Victoria      | 18–1–1 (1) | Johnny Walker          | TKO (golpes)                        | UFC Fight Night: Ankalaev vs. Walker 2      | 13 de enero de 2024      | 2     | 2:42   | Las Vegas, Nevada | Actuación de la Noche.                                             |
| Sin resultado | 17–1–1 (1) | Johnny Walker          | Sin resultado (rodillazo ilegal)    | UFC 294                                     | 21 de octubre de 2023    | 1     | 3:13   | Abu Dhabi         | Un rodillazo ilegal accidental dejó a Walker incapaz de continuar. |
| Empate        | 17–1–1     | Jan Błachowicz         | Empate (dividido)                   | UFC 282                                     | 10 de diciembre de 2022  | 5     | 5:00   | Las Vegas, Nevada | Por el Campeonato de Peso Semipesado de UFC.                       |
| Victoria      | 17–1       | Anthony Smith          | TKO (golpes)                        | UFC 277                                     | 30 de julio de 2022      | 2     | 3:09   | Dallas, Texas     |                                                                    |
| Victoria      | 16–1       | Thiago Santos          | Decisión (unánime)                  | UFC Fight Night: Santos vs. Ankalaev        | 12 de marzo de 2022      | 5     | 5:00   | Las Vegas, Nevada |                                                                    |
| Victoria      | 15–1       | Volkan Oezdemir        | Decisión (unánime)                  | UFC 267                                     | 30 de octubre de 2021    | 3     | 5:00   | Abu Dhabi         |                                                                    |
| Victoria      | 14–1       | Nikita Krylov          | Decisión (unánime)                  | UFC Fight Night: Rozenstruik vs. Gane       | 27 de febrero de 2021    | 3     | 5:00   | Las Vegas, Nevada |                                                                    |
| Victoria      | 13–1       | Ion Cuțelaba           | KO (golpes)                         | UFC 254                                     | 24 de octubre de 2020    | 1     | 4:19   | Abu Dhabi         | Actuación de la Noche.                                             |
| Victoria      | 12–1       | Ion Cuțelaba           | TKO (patadas en la cabeza y golpes) | UFC Fight Night: Benavidez vs. Figueiredo   | 29 de febrero de 2020    | 1     | 0:38   | Norfolk, Virginia |                                                                    |
| Victoria      | 11–1       | Dalcha Lungiambula     | KO (patada frontal y puñetazo)      | UFC Fight Night: Magomedsharipov vs. Kattar | 9 de noviembre de 2019   | 3     | 0:28   | Moscú             | Actuación de la Noche.                                             |
| Victoria      | 10–1       | Klidson Abreu          | Decisión (unánime)                  | UFC Fight Night: Błachowicz vs. Santos      | 23 de febrero de 2019    | 3     | 5:00   | Praga             | Pelea en peso pactado (209 lbs); Abreu no dio el peso.             |
| Victoria      | 9–1        | Marcin Prachnio        | KO (patada en la cabeza y golpes)   | UFC Fight Night: Hunt vs. Oliynyk           | 15 de septiembre de 2018 | 1     | 3:09   | Moscú             | Actuación de la Noche.                                             |
| Derrota       | 8–1        | Paul Craig             | Sumisión (triangle choke)           | UFC Fight Night: Werdum vs. Volkov          | 17 de marzo de 2018      | 3     | 4:59   | Londres           |                                                                    |
| Victoria      | 8–0        | Celso Ricardo da Silva | KO (golpes)                         | WFCA 43                                     | 4 de octubre de 2017     | 1     | 1:11   | Grozni            |                                                                    |
| Victoria      | 7–0        | Wagner Prado           | KO (golpes)                         | WFCA 38                                     | 21 de junio de 2017      | 1     | 3:33   | Grozni            | Defendió el Campeonato de Peso Semipesado de la WFCA.              |
| Victoria      | 6–0        | Maxim Grishin          | TKO (golpes)                        | WFCA 30                                     | 4 de octubre de 2016     | 4     | 1:13   | Grozni            | Ganó el vacante Campeonato de Peso Semipesado de la WFCA.          |
| Victoria      | 5–0        | Artur Astakhov         | Decisión (unánime)                  | WFCA 23                                     | 11 de junio de 2016      | 3     | 5:00   | Grozni            |                                                                    |
| Victoria      | 4–0        | Lloyd Marshbanks       | TKO (sumisión a golpes)             | WFCA 18                                     | 9 de abril de 2016       | 1     | 0:15   | Grozni            |                                                                    |
| Victoria      | 3–0        | Döwletjan Ýagşymyradow | Decisión (unánime)                  | Oplot Challenge 103                         | 18 de octubre de 2014    | 3     | 5:00   | Moscú             |                                                                    |
| Victoria      | 2–0        | Strahinja Denić        | Decisión (unánime)                  | Tesla Fighting Championship 4               | 14 de junio de 2014      | 3     | 5:00   | Pančevo           |                                                                    |
| Victoria      | 1–0        | Vasily Babich          | Decisión (mayoritaria)              | Oplot Challenge 96                          | 18 de enero de 2014      | 3     | 5:00   | Járkov            |                                                                    |